# David Cornelis van Lennep
David Cornelis van Lennep (Amsterdam, 13 augustus 1766 – aldaar, 10 februari 1838) was een Nederlandse politicus.

## Familie
Van Lennep was lid van de familie Van Lennep en een zoon van de koopman Aernout van Lennep (1718-1791) en Anna Elisabeth van Marselis (1733-1813). Bij Koninklijk Besluit van 18 oktober 1822 werd Van Lennep verheven in de Nederlandse adel, met het predicaat jonkheer. Hij trouwde met Barbara Cornelia Helmolt, uit welk huwelijk zes kinderen werden geboren. Hij was een halfbroer van Jacob Abraham van Lennep (1752-1828), lid van de Vergadering van Notabelen.

## Loopbaan
Van Lennep studeerde Romeins en hedendaags recht en promoveerde in 1786 aan de Leidse Hogeschool op zijn proefschrift De eo, quod metus causa gestum est. Hij bekleedde diverse bestuurlijke functies in Amsterdam en was er onder meer commissaris van de wisselbank (1787-1788), commissaris kleine zaken (1789-1790, 1793-1794), commissaris van zeezaken (1790-1792), schepen (1792-1793, 1794-1795), lid van de raad (1803-1808) en Vroedschap (1808-1810). Van 3 mei 1808 tot 30 juli 1810 was hij voor het departement Amstelland afgevaardigd naar het Wetgevend Lichaam. Vervolgens was hij vrederechter te Amsterdam (1811-1813), ontvanger van de indirecte belastingen en griffier rechtbank van eerste aanleg.
- Biografisch Portaal: 07520853
- Nederlandse Thesaurus van Auteursnamen: 239919688
- Parlement.com: vg09llvhcou8
- Virtual International Authority File: 285199959
- WorldCat: E39PBJhmMvd8Wk4P6MgfyM8V4q